# Giulio Zeppieri
Giulio Zeppieri (Roma, 7 de diciembre de 2001) es un tenista profesional italiano.

## Carrera profesional
Su mejor ranking individual es el N.º 115 alcanzado el 27 de febrero de 2023, mientras que en dobles logró la posición 252 el (6 de mayo de 2019).

## Títulos Challenger
| Leyenda             | Individuales | Dobles |
| ------------------- | ------------ | ------ |
| ATP Challenger Tour | 2            | 1      |

### Individuales (2)
| N.° | Fecha      | Torneo                  | Superficie    | Oponente en la final | Resultado     |
| --- | ---------- | ----------------------- | ------------- | -------------------- | ------------- |
| 1.  | 29.08.2021 | Challenger de Barletta  | Tierra batida | Flavio Cobolli       | 6-1, 3-6, 6-3 |
| 2.  | 19.02.2023 | Challenger de Cherburgo | Dura (i)      | Titouan Droguet      | 7-5, 7-6(4)   |

### Dobles (1)
| N.º | Fecha      | Torneos            | Superficie    | Pareja          | Oponentes                            | Resultado |
| --- | ---------- | ------------------ | ------------- | --------------- | ------------------------------------ | --------- |
| 1.  | 17.07.2021 | Challenger de Todi | Tierra batida | Francesco Forti | Facundo Díaz Acosta Alexander Merino | 6-3, 6-2  |